# Епирски въпрос
Епирският въпрос е част от т.нар. албански въпрос и избухва по повод завладяването на Епир по време на Балканските войни от кралство Гърция.
По време на гръцката война за независимост, областта Епир е представлявана на провелото се през 1832 г. в град Аргос Народно събрание от българина Атанас Цакалов. 
Декларацията от Вльора с последвалото решение на великите сили на т.нар. Лондонска мирна конференция поставят Гърция в положението да бъде принудена да се оттегли от част от заетия от нея почти цял Епир. Гръцките политици и военни прибягват до изпитан метод за да осуетят решението на великите сили, инспиририйки създаването на Автономна република Северен Епир.